# Куаледро
Куаледро (гал. Cualedro, ісп. Cualedro) — муніципалітет в Іспанії, у складі автономної спільноти Галісія, у провінції Оренсе. Населення — 2049 осіб (2009).

## Географія
Муніципалітет розташований на португальсько-іспанському кордоні.
Муніципалітет розташований на відстані близько 370 км на північний захід від Мадрида, 45 км на південний схід від Оренсе.
Муніципалітет складається з таких паррокій: Атас, Бальдріс, Карсоа, Куаледро, Лусенса, Монтес, Ребордондо, Сан-Мільяо, Вілела, А-Широнда.

## Демографія
Динаміка населення (INE ):

## Галерея зображень

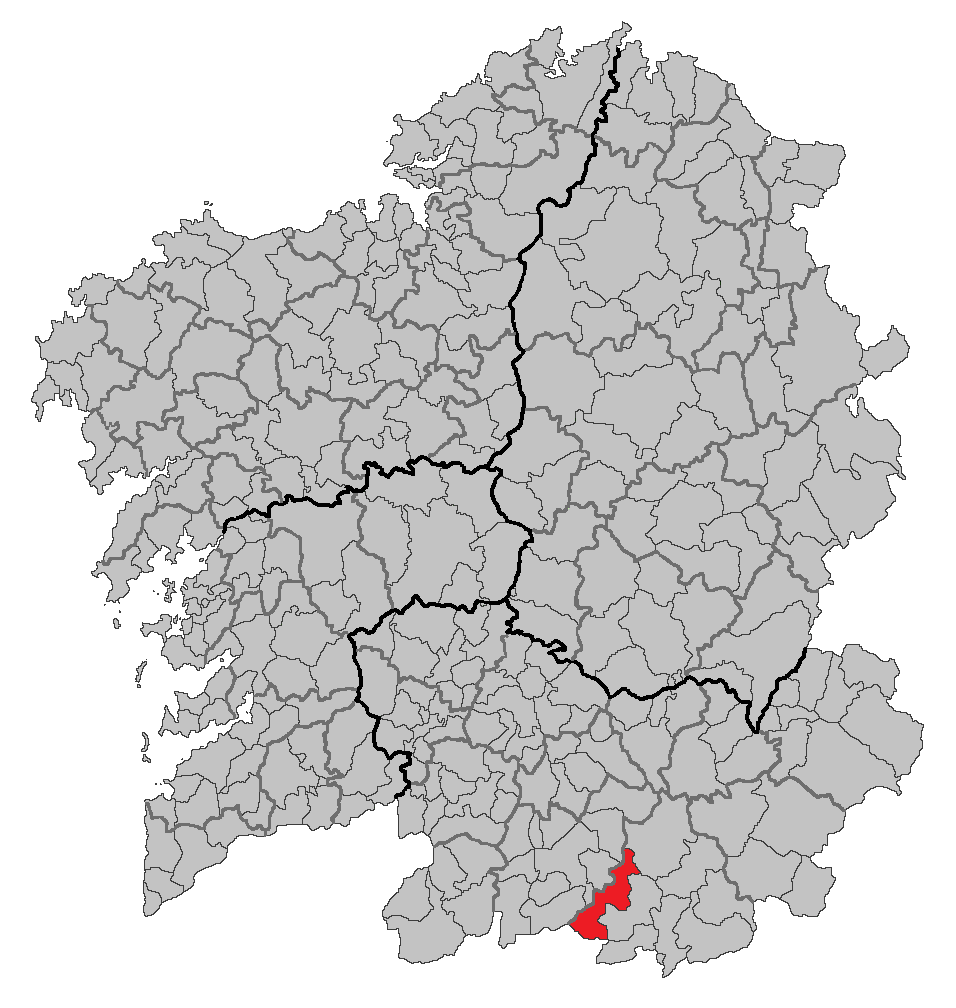
Розташування муніципалітету